# Antonio Abetti
Antonio Abetti (San Pietro di Gorizia, 1846. június 19. – Firenze, 1928. február 20.) olasz mérnök és csillagász.

## Pályafutása
Építőmérnöki és matematikai tanulmányokat végzett a Padovai Egyetemen, de a csillagászat is érdekelte. A páduai obszervatóriumban kezdte meg működését a pozíciós asztronómia területén. Kisbolygókat, üstökösöket és csillagfogyatkozásokat figyelt. 1874-ben a bengáliai expedíció során Muddapurban bolygóátvonulást figyelt meg spektroszkóppal.
Minősítő vizsga után kinevezték a Firenze környéki Arcetri-csillagvizsgáló igazgatójává, és a Firenzei Egyetem csillagász professzorává. Az alapító  Giovanni Battista Donati halála óta az obszervatóriumot elhanyagolták, és Abetti első dolga az volt, hogy távcsövet állított fel, amelyet ő maga épített Giovanni Battista Amici 28 cm átmérőjű és 533 cm fókuszhosszúságú akromatikus kettős objektívének felhasználásával.
A Királyi Csillagászati Társaság külső tagja volt, fia Giorgio Abetti szintén csillagász lett. A 2646 Abetti kisbolygó, valamint holdkráter viseli nevét.